# Toma della Bassa Valle d'Aosta
La Toma della Bassa Valle d'Aosta (in francese, Tomme de la basse Vallée d'Aoste) è un formaggio a asta dura prodotto nei mesi estivi con latte vaccino proveniente da due mungiture effettuate a distanza di 12 ore l'una dall’altra.

## Descrizione
Le forme sono cilindriche con un peso di 5-6 Kg. È caratterizzato dalla crosta giallognola e la pasta biancastra.
La stagionatura può durare da 3 a 8 mesi.